# Médaille d'honneur des douanes
La médaille d’honneur des douanes était appelée à l’origine Médaille d’honneur douanière.

## Historique
Elle a été créée par décret du 14 juin 1894 par le Président Sadi Carnot (1837-1894) qui institue une décoration destinée initialement à récompenser les agents des brigades.
Elle fut gravée par Hubert Ponscarme.

## Attribution
La Médaille d'honneur des douanes est décernée à titre exceptionnel pour des actes de courage, des affaires marquantes ou au mérite à des fonctionnaires ayant au moins vingt ans de longs et irréprochables services.
Elle peut être attribuée pour des faits sportifs exceptionnels.